# Аджей-Боатенг, Бисмарк
Бисмарк Аджей-Боатенг (англ. Bismark Adjei-Boateng; 10 мая 1994, Аккра, Гана) — ганский футболист, полузащитник клуба «ЧФР Клуж».

## Клубная карьера
Аджей-Боатенг — воспитанник известной африканской академии «Право на мечту». После окончания академии был приобретён английской командой «Манчестер Сити», но сразу был отправлен в аренду в норвежский клуб «Стрёмсгодсет». 12 августа 2012 года провёл первый матч за команду, в матче против клуба «Тромсё» вышел на замену в конце второго тайма. 16 мая 2013 года забил первый гол за команду в матче против клуба «Согндал», в этом же матче Бисмарк забил первый «дубль» за клуб.
В сентябре 2013 года получил травму лодыжки во время тренировки, от которой восстановился лишь в конце июня 2014 года. В феврале 2015 года руководство «Манчестер Сити» приняло решение, что Бисмарк будет играть в «Стрёмсгодсете» до конца сезона 2015. 5 января 2016 года стало известно, что игрок останется в норвежском клубе ещё на один полный сезон.
24 января 2017 года Аджей-Боатенг подписал контракт с клубом MLS «Колорадо Рэпидз». В североамериканской лиге дебютировал 18 марта 2017 года в матче против «Миннесоты Юнайтед», заменив на последние восемь минут Сэма Кронина. Свой первый гол в MLS забил 11 августа 2018 года — гол в компенсированное к матчу время принёс «Колорадо Рэпидз» победу над «Сан-Хосе Эртквейкс» со счётом 2:1. 12 июля 2019 года Боатенг расторг контракт с «Колорадо Рэпидз» по взаимному согласию сторон.
В декабре 2019 года присоединился к клубу чемпионата Финляндии КуПС, подписав однолетний контракт с опцией продления ещё на один год.

## Статистика
| Выступление           | Выступление      | Выступление      | Лига | Лига | Кубок | Кубок | Континент. | Континент. | Прочие | Прочие | Итого | Итого |
| Клуб                  | Лига             | Сезон            | Игры | Голы | Игры  | Голы  | Игры       | Голы       | Игры   | Голы   | Игры  | Голы  |
| --------------------- | ---------------- | ---------------- | ---- | ---- | ----- | ----- | ---------- | ---------- | ------ | ------ | ----- | ----- |
| Стрёмсгодсет (аренда) | Типпелига        | 2012             | 8    | 0    | 0     | 0     | —          | —          | —      | —      | 8     | 0     |
| Стрёмсгодсет (аренда) | Типпелига        | 2013             | 17   | 7    | 0     | 0     | 4          | 1          | —      | —      | 21    | 8     |
| Стрёмсгодсет (аренда) | Типпелига        | 2014             | 11   | 2    | 1     | 0     | 0          | 0          | —      | —      | 12    | 2     |
| Стрёмсгодсет (аренда) | Типпелига        | 2015             | 21   | 4    | 3     | 1     | 1          | 0          | —      | —      | 25    | 5     |
| Стрёмсгодсет (аренда) | Типпелига        | 2016             | 29   | 3    | 4     | 0     | 2          | 0          | —      | —      | 35    | 3     |
| Стрёмсгодсет (аренда) | Итого            | Итого            | 86   | 16   | 8     | 1     | 7          | 1          | —      | —      | 101   | 18    |
| Колорадо Рэпидз       | MLS              | 2017             | 18   | 0    | 1     | 0     | —          | —          | —      | —      | 19    | 0     |
| Колорадо Рэпидз       | MLS              | 2018             | 20   | 1    | 1     | 0     | 1          | 0          | —      | —      | 22    | 1     |
| Колорадо Рэпидз       | MLS              | 2019             | 0    | 0    | 0     | 0     | —          | —          | —      | —      | 0     | 0     |
| Колорадо Рэпидз       | Итого            | Итого            | 38   | 1    | 2     | 0     | 1          | 0          | —      | —      | 41    | 1     |
| КуПС                  | Вейккауслига     | 2020             | 19   | 2    | 6     | 2     | 4          | 0          | —      | —      | 29    | 4     |
| КуПС                  | Вейккауслига     | 2021             | 0    | 0    | 2     | 0     | 0          | 0          | —      | —      | 2     | 0     |
| КуПС                  | Итого            | Итого            | 19   | 2    | 8     | 2     | 4          | 0          | —      | —      | 31    | 4     |
| Всего за карьеру      | Всего за карьеру | Всего за карьеру | 143  | 19   | 18    | 3     | 12         | 1          | —      | —      | 173   | 23    |

## Достижения
Командные
 «Стрёмсгодсет»
- Чемпион Норвегии: 2013

 «КуПС»
- Обладатель Кубка Финляндии: 2021

 «ЧФР Клуж»
- Чемпион Румынии: 2021/22
- Финалист Суперкубка Румынии: 2022